# Соснові насадження (квартал 22, виділ 6)
«Соснові насадження» — ботанічна пам'ятка природи місцевого значення. 
Пам’ятка розташовується на землях Феневицького лісництва ДП «Іванківське лісове господарство» – квартал 22, виділ 6. Оголошено рішенням виконкому Київської обласної Ради трудящих від 28 лютого 1972 р. № 118.
Пам’ятка є високобонітентими сосновими насадженнями висотою понад 30 м.

## Світлини

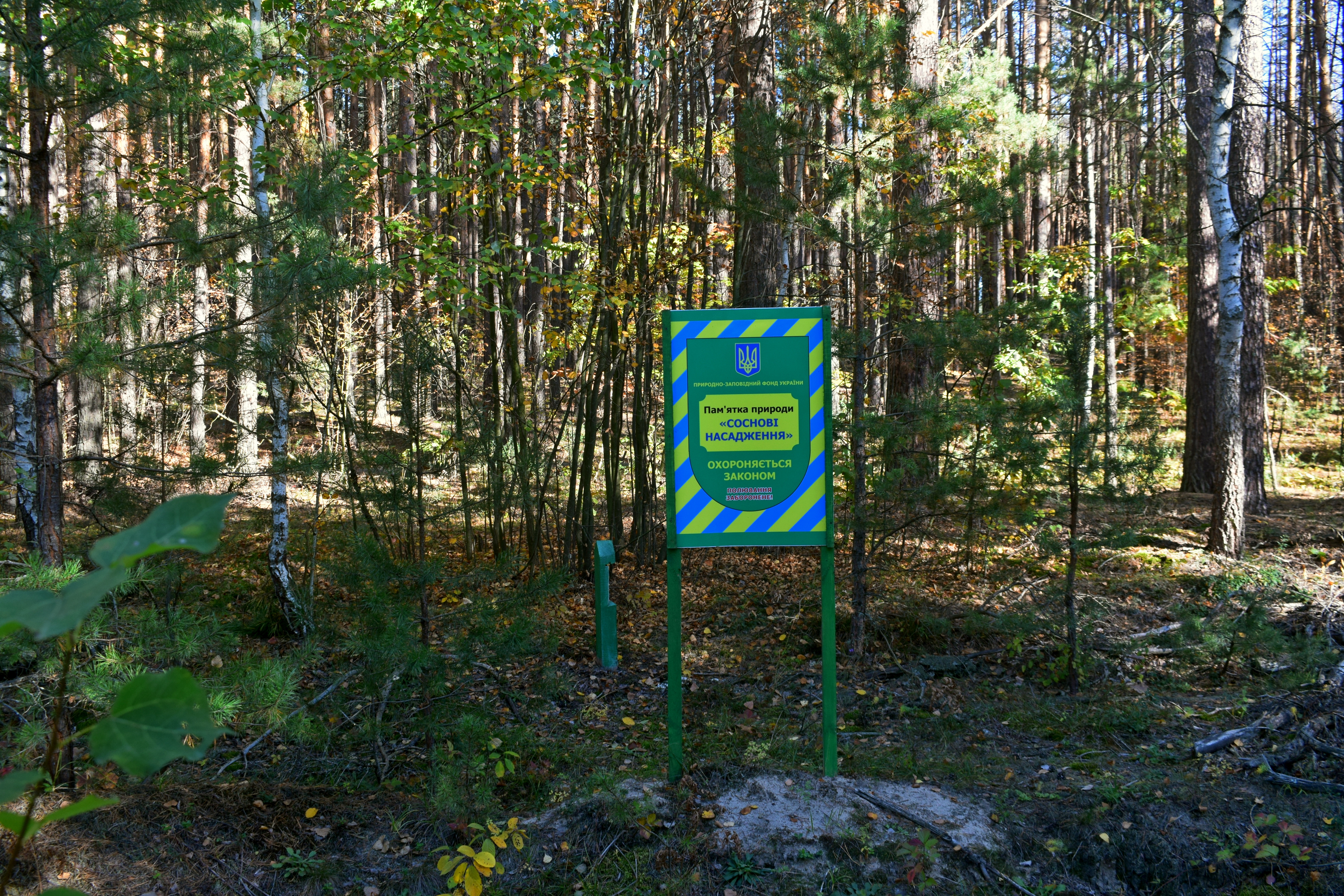
Табличка
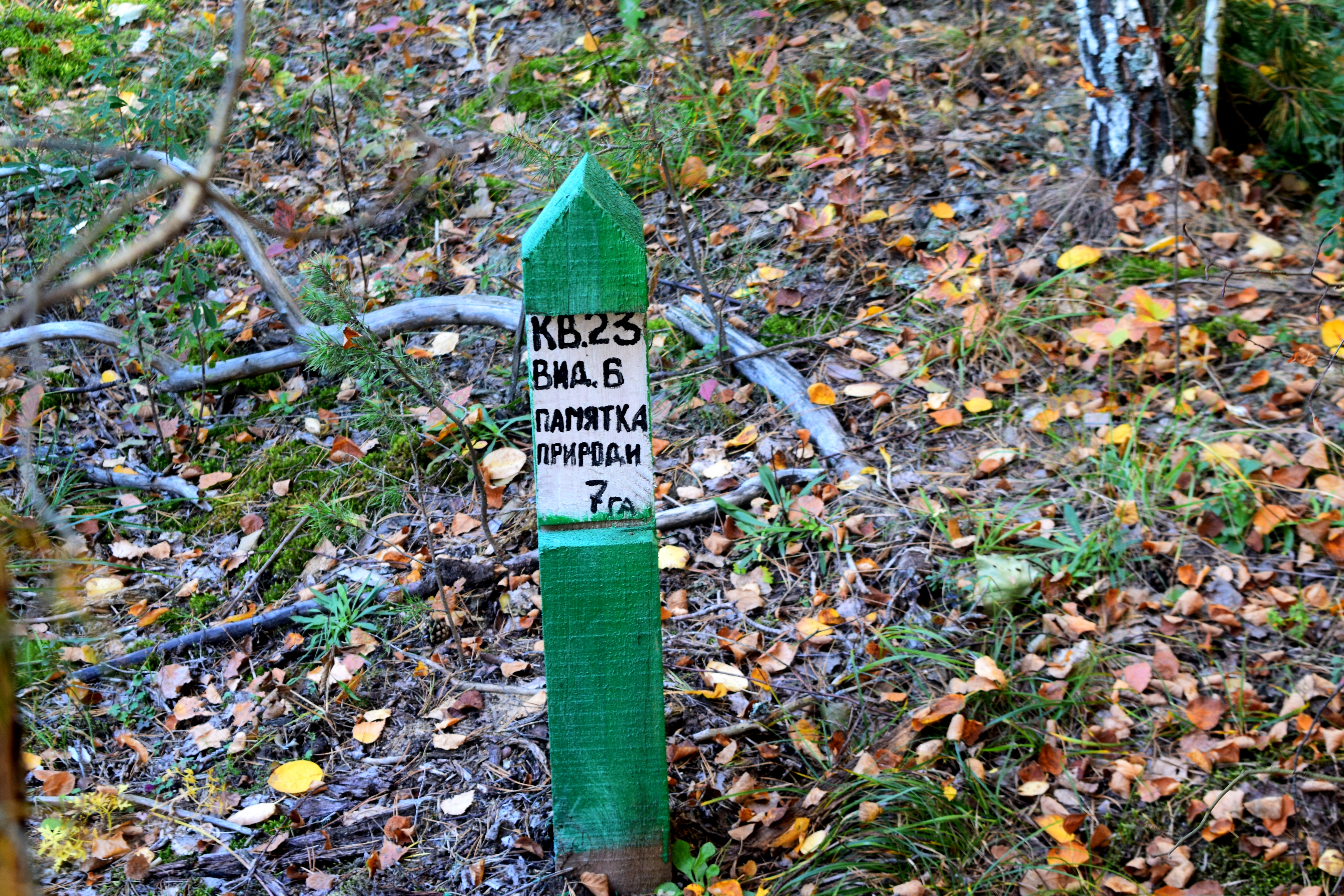
Стовпчик
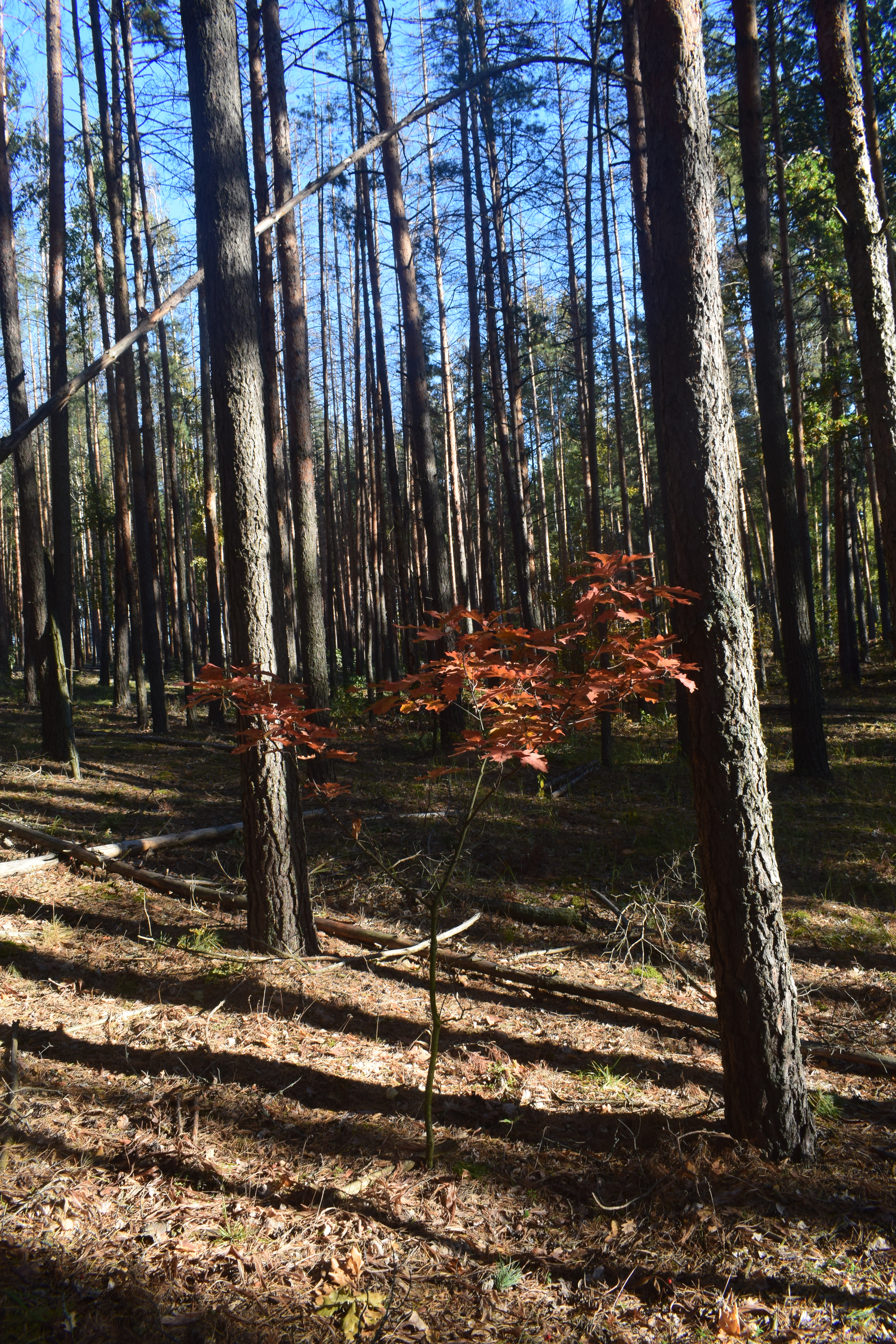
Дуб червоний
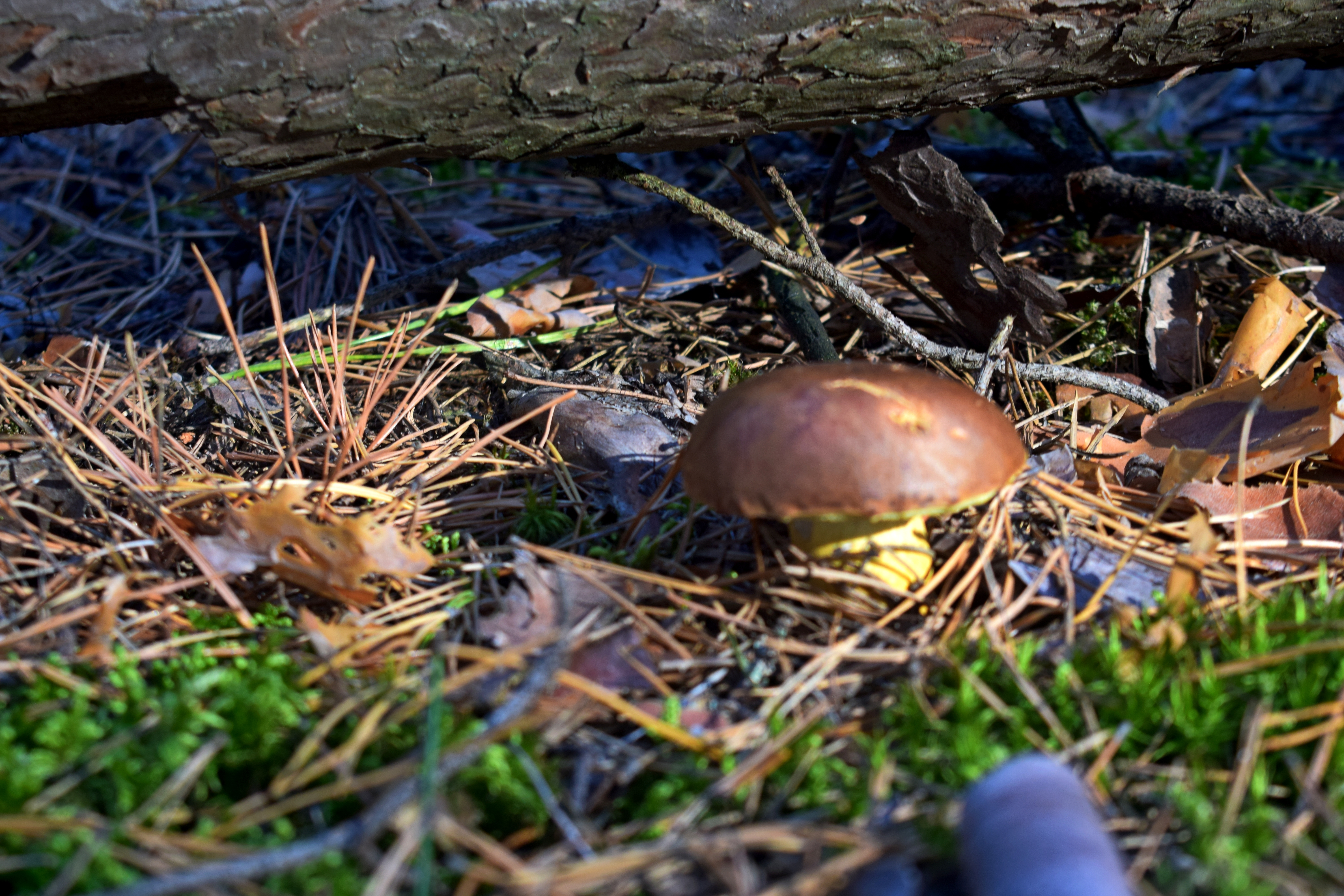
Польський гриб